# Hétérotopie nodulaire héréditaire liée à l'X
L'hétérotopie nodulaire héréditaire liée à l'X est une anomalie de la migration des neurones qui, au lieu de se trouver dans le cortex, se localisent le long des ventricules latéraux. Les personnes atteintes sont souvent des femmes car cette pathologie est souvent létale chez les fœtus mâles. 

## Cause
La maladie est causée par une mutation du gène FLNA codant la filamine A. Elle se caractérise par un défaut de migration des neurones qui restent à la surface ventriculaire du cortex cérébral (hétérotopie).
En raison du mode de transmission dominante liée à l'X et la grande létalité de ce syndrome chez les fœtus mâles, la plupart des malades sont des femmes et un garçon né d'une femme malade est rarement atteint par la maladie.

## Description
Les manifestations de cette pathologie commencent généralement vers 10 ans par des épilepsies. L'intelligence semble pas ou légèrement affectée. Le risque d'accident vasculaire cérébral est augmenté chez ces patients. Il peut exister des malformations cardiaques de type persistance du canal artériel, de valvulopathies cardiaque, de coarctation de l'aorte et des troubles de l'hémostase.
Il peut exister une atteinte pulmonaire.

## Diagnostic
Le diagnostic est fait par l'imagerie médicale cérébrale.
Le diagnostic anténatal est possible par échographie ou par analyse génétique.